# جيري ليون
جيري ليون هو لاعب كرة قدم إكوادوري، ولد في 22 أبريل 1995 في غواياكيل في الإكوادور. لعب مع ديبورتيفو كوينكا.